# 新欣名牌城
新欣名牌城（英語：Design Village）是一个位于马来西亚槟城州峇都交湾桂花城的购物中心，于2016年11月23日开幕，是马来西亚最大的直销购物中心，其总面积约400,000平方英尺。也是迄今为止，北马唯一一间名牌店。